# Liste de ponts de Singapour
Cette liste de ponts de Singapour a pour vocation de présenter une liste de ponts remarquables de Singapour, tant par leurs caractéristiques dimensionnelles, que par leur intérêt architectural ou historique.

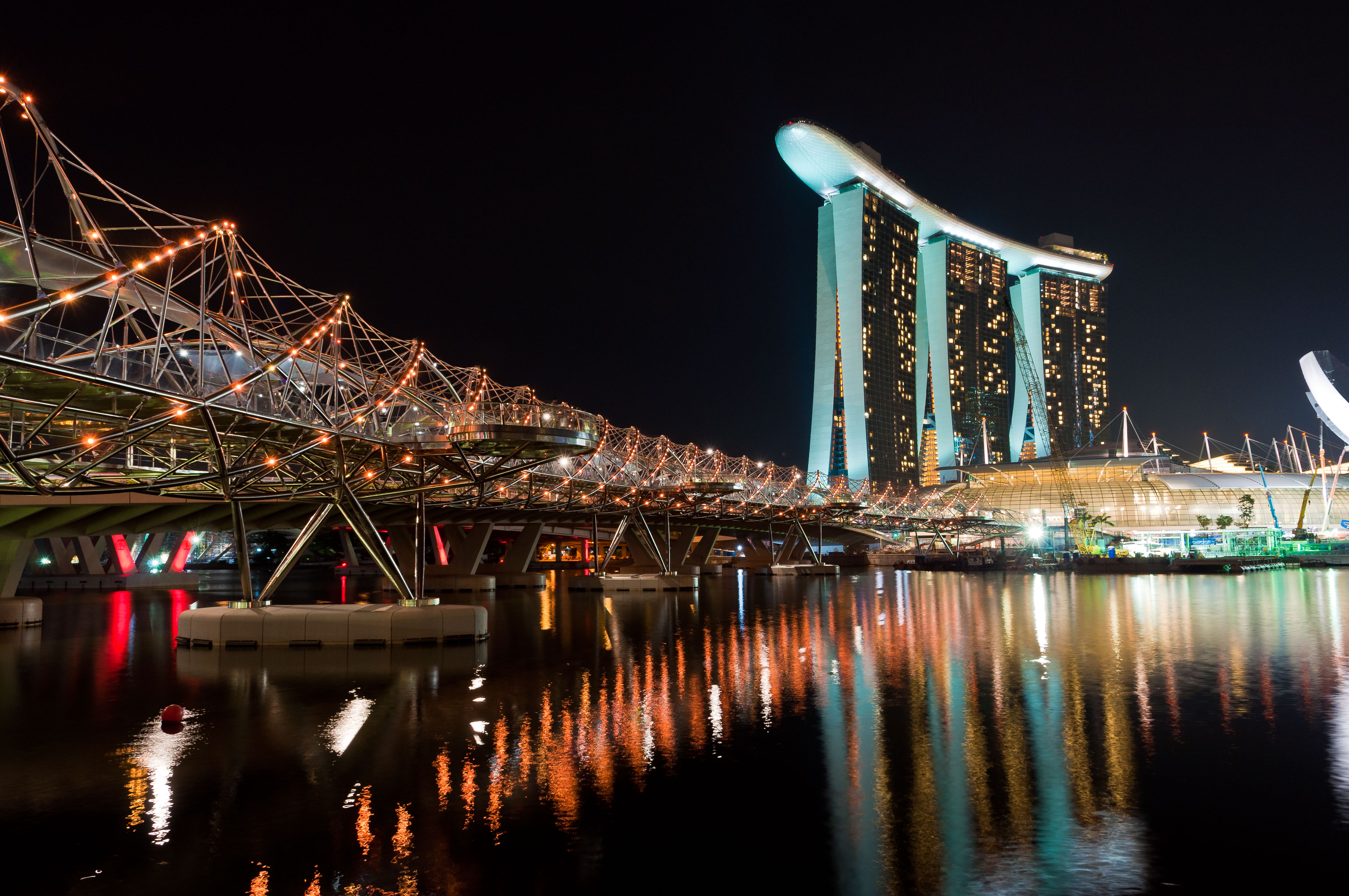
Le Helix Bridge et le Marina Bay Sands.

Elle est présentée sous forme de tableaux récapitulant les caractéristiques des différents ouvrages proposés, et peut-être triée selon les diverses entrées pour voir ainsi un type de pont particulier ou les ouvrages les plus récents par exemple. La seconde colonne donne la classification de l'ouvrage parmi ceux présentés, les colonnes Portée et Long. (longueur) sont exprimées en mètres et enfin Date indique la date de mise en service du pont.

## Ponts présentant un intérêt historique ou architectural
|  |    | Nom                          | Mandarin     | Distinction                                                                         | Long. | Type                                                     | Voie portée Voie franchie                                                           | Date | Localisation                                             | Région                | Ref.  |
|  | -- | ---------------------------- | ------------ | ----------------------------------------------------------------------------------- | ----- | -------------------------------------------------------- | ----------------------------------------------------------------------------------- | ---- | -------------------------------------------------------- | --------------------- | ----- |
|  | 1  | Pont Cavenagh                | 加文纳桥     | L'un des plus vieux pont de Singapour Portée : 61 mètres URA Conservation Programme | 79    | Suspendu À chaînes, pylônes maçonnerie, poutres en fonte | Pont piétonnier Rivière Singapour                                                   | 1870 | Downtown Core 1° 17′ 11,8″ N, 103° 51′ 08,6″ E           | Central Region        | [ 1 ] |
|  | 2  | Pont Ord                     | 渥桥         | URA Conservation Programme                                                          |       | Treillis Acier                                           | Pont piétonnier Rivière Singapour                                                   | 1886 | Singapore River Area 1° 17′ 27,4″ N, 103° 50′ 38,4″ E    | Central Region        | [ 1 ] |
|  | 3  | Pont Read                    | 李德桥       | URA Conservation Programme                                                          |       | Poutres Acier                                            | Clarke Quay Rivière Singapour                                                       | 1889 | Singapore River Area 1° 17′ 21,3″ N, 103° 50′ 42,4″ E    | Central Region        | [ 1 ] |
|  | 4  | Pont Anderson                | 安德逊桥     | URA Conservation Programme                                                          | 70    | Treillis                                                 | Fullerton Rd. Rivière Singapour                                                     | 1910 | Downtown Core 1° 17′ 14,5″ N, 103° 51′ 10,9″ E           | Central Region        | [ 1 ] |
|  | 5  | Johor-Singapore Causeway     | 新柔长堤     | Frontière Malaisie-Singapour                                                        | 1038  | Digue                                                    | Johor Causeway Gare de Tanjong Pagar - Johor Bahru railway station Détroit de Johor | 1923 | Woodlands - Johor Bahru 1° 27′ 09,3″ N, 103° 46′ 09,3″ E | North Region Malaisie |       |
|  | 6  | Pont Elgin                   | 爱琴桥       | URA Conservation Programme                                                          | 46    | Arc Béton, tablier suspendu                              | North Bridge Rd. - South Bridge Rd. Rivière Singapour                               | 1929 | Downtown Core 1° 17′ 20,9″ N, 103° 50′ 57,6″ E           | Central Region        | [ 1 ] |
|  | 7  | Pont Benjamin-Sheares        | 薛尔思桥     |                                                                                     | 1800  | Poutres Béton précontraint                               | East Coast Parkway Marina Bay                                                       | 1981 | Downtown Core 1° 17′ 39,2″ N, 103° 51′ 55,6″ E           | Central Region        |       |
|  | 8  | Esplanade Bridge             | 滨海桥       |                                                                                     | 260   | Arc Béton, tablier porté (7 arches)                      | Marina Bay                                                                          | 1997 | Downtown Core 1° 17′ 16,9″ N, 103° 51′ 15″ E             | Central Region        |       |
|  | 9  | Pont suspendu de Tanjong Rhu |              |                                                                                     | 131   | Suspendu Tablier acier, pylônes inclinés acier           | Pont piétonnier Mount Faber Park - Telok Blangah Hill Park Geylang                  | 1998 | Kallang 1° 17′ 57,3″ N, 103° 52′ 25,6″ E                 | Central Region        | [ 2 ] |
|  | 10 | Pont Alkaff                  | 阿卡夫桥     |                                                                                     | 55    | Poutres Acier Pont Vierendeel                            | Pont piétonnier Rivière Singapour                                                   | 1999 | Singapore River Area 1° 17′ 24,7″ N, 103° 50′ 23,9″ E    | Central Region        |       |
|  | 11 | Pont Jiak Kim                |              |                                                                                     | 40    | Arc Acier, tablier suspendu                              | Pont piétonnier Rivière Singapour                                                   | 1999 | Singapore River Area 1° 17′ 32,5″ N, 103° 50′ 08,7″ E    | Central Region        |       |
|  | 12 | Pont Robertson               |              |                                                                                     | 50    | Arc Acier, tablier suspendu                              | Pont piétonnier Rivière Singapour                                                   | 2000 | Singapore River Area 1° 17′ 24,2″ N, 103° 50′ 11,2″ E    | Central Region        |       |
|  | 13 | Henderson Waves              | 亨德森波浪桥 | Plus haut pont piétonnier de Singapour Hauteur libre : 36 mètres                    | 274   | Poutres                                                  | Pont piétonnier Mount Faber Park - Telok Blangah Hill Park Henderson Rd.            | 2008 | Bukit Merah 1° 16′ 34,4″ N, 103° 48′ 55,2″ E             | Central Region        |       |
|  | 14 | Alexandra Arch               | 亚历山大拱桥 |                                                                                     | 90    | Arc Acier, tablier intermédiaire                         | Pont piétonnier Alexandra Rd.                                                       | 2008 | Queenstown 1° 16′ 48,7″ N, 103° 48′ 09,3″ E              | Central Region        |       |
|  | 15 | Helix Bridge                 |              |                                                                                     | 280   | Poutres Acier, treillis hélicoïdal                       | Pont piétonnier Rivière Singapour                                                   | 2010 | Downtown Core 1° 17′ 14,9″ N, 103° 51′ 38,1″ E           | Central Region        |       |
|  | 16 | Pont Crawford                |              | URA Conservation Programme                                                          |       | Arc Béton, tablier suspendu                              | Crawford St. Rochor                                                                 |      | Kallang 1° 18′ 25,6″ N, 103° 51′ 51,7″ E                 | Central Region        | [ 1 ] |

## Grands ponts
Ce tableau présente les grands ouvrages de Singapour (liste non exhaustive).
|  |   | Nom                              | Mandarin | Portée | Long. | Type                              | Voie portée Voie franchie                                           | Date | Localisation                                        | Région               | Ref. |
|  | - | -------------------------------- | -------- | ------ | ----- | --------------------------------- | ------------------------------------------------------------------- | ---- | --------------------------------------------------- | -------------------- | ---- |
|  | 1 | Deuxième pont Malaisie-Singapour | 第二通道 | 165    | 1920  | Poutre-caisson Béton précontraint | Second Link Expressway - E3 Détroit de Johor - Détroit de Singapour | 1998 | Tuas - Johor Bahru 1° 21′ 09,4″ N, 103° 37′ 49,7″ E | West Region Malaisie |      |